# Athenaea purpusii
Athenaea purpusii är en potatisväxtart som beskrevs av T. S. Brandegee. Athenaea purpusii ingår i släktet Athenaea och familjen potatisväxter. Inga underarter finns listade i Catalogue of Life.